# Gouvernement al-Minya
Al-Minya (arabisch محافظة المنيا Muhāfazat al-Minyā, DMG Muḥāfaẓat al-Minyā, ägyptisch-Arabisch Muḥāfẓet El Minya), auch Minja, ist ein Gouvernement in Ägypten mit 5.497.095 Einwohnern und liegt in Mittelägypten.
Es grenzt im Norden an das Gouvernement Bani Suwaif, im Osten an das Gouvernement al-Bahr al-ahmar, im Süden an die Gouvernements Asyut und al-Wadi al-dschadid und im Westen an das Gouvernement al-Dschiza. Der Ostteil des Gouvernements erstreckt sich bis in die Arabische Wüste. Das Verwaltungszentrum ist al-Minya.